# Consell Català del Llibre Infantil i Juvenil
El Consell Català del Llibre Infantil i Juvenil (IBBYcat) és una federació d'organismes, sense cap finalitat lucrativa ni especulativa, que pretén promoure i difondre el llibre infantil i juvenil i la lectura.
Constituït el 5 de maig de 1982, el Consell Català del Llibre Infantil i Juvenil és membre fundador de l'Organización Española para el Libro Infantil y Juvenil (OEPLI) i és el representant als territoris de llengua catalana de l'International Board on Books for Young People (IBBY). Forma part del Consell Assessor de la Institució de les Lletres Catalanes.
El Consell atorga el Premi de Literatura Atrapallibres en la categoria de 9 anys, 10 anys i 11-12 anys i el Premi de Literatura Protagonista Jove per a joves de 13-14 anys i de 15-16 anys. També organitza el Saló del Llibre Infantil i Juvenil de Catalunya, publica la revista especialitzada en literatura infantil i juvenil Faristol i és el promotor del programa de foment de la lectura Municipi Lector.
El Consell l'integren l'Associació d'Editors en Llengua Catalana, Fundació FULL (Fundació pel Llibre i la Lectura), l'AELC (Associació d'Escriptors en Llengua Catalana), la Cambra del Llibre de Catalunya, el Servei de Documentació de Literatura Infantil i Juvenil de la Biblioteca Xavier Benguerel, el Col·legi Oficial de Bibliotecaris-Documentalistes de Catalunya, la Fundació Bromera per al Foment la Lectura, l'Institut Català de les Empreses Culturals (ICEC) i el Departament d'Ensenyament, el Gremi de Llibreters de Catalunya i el Gremi d'Editors de Catalunya, la Institució de les Lletres Catalanes, l'Institut Ramon Llull i l'APIC (Associació Professional d'Il·lustradors de Catalunya).

## Activitats
- Premis Atrapallibres i Protagonista Jove: El Consell convoca aquests permis únics que tenen els infants i joves lectors com a jurat. Amb ells es pretén fomentar la lectura crítica de llibres de ficció actuals, en català i de qualitat. Per això hi ha una comissió d'experts en llibre infantil que selecciona els llibres en català que són presentats en tres categories, segons a les edats a qui van dirigits. Els infants i joves s'hi poden inscriure individualment o en grup en qualitat de jurat i són els encarregats de votar i decidir les obres guanyadores.[5] entre tots els centres de primària i biblioteques de Balears, Catalunya i País Valencià, que s'han d'inscriure si hi volen participar.
- Faristol: L'entitat edita Faristol, una revista especialitzada en literatura infantil i juvenil en llengua catalana.[1] Conté informació, anàlisis, articles d'especialistes, notícies i crítiques de novetats. S'edita en paper i en línia. Va ser creada el juny del 1985 i és la degana a l'àmbit de l'Estat espanyol.[6] L'escriptora i crítica Teresa Duran i Armengol va dirigir la revista durant anys.[7] Amb iniciatives com a entre d'altres el Saló del Llibre Infantil i Juvenil de Catalunya (1984) i la revista L'Arca (1998) ha contribuït a la normalització i l'ascens de la literatura per a joves en català.[8] El 2003, en un article publicat a la revista, l'escriptor i expert literari Andreu Sotorra va acusar la seva falta d'esperit crític.[9] El 2015, a l'ocasió del 30è aniversari la revista va modernitzar-se. Per a les informacions com noves publicacions s'utilitza el setmanari en línia i les xarxes socials més ràpids, per estudis monogràfics més aprofundits la versió de paper.[6]
- Municipi Lector: és un programa de motivació a la lectura adreçat als infants i joves i les seves famílies coordinat pel Consell Català del Llibre Infantil i Juvenil.[10] El programa, la durada mínima del qual és de 5 anys, fomenta la feina conjunta de les institucions i les famílies per aconseguir que els infants i adolescents, des de casa, des de l'escola i des de la biblioteca municipal, adquireixin l'hàbit i el plaer per la lectura.[11]